# Step On It
|  | Denne artikel er oprettet af botten Steenthbot ud fra en ekstern database. Den kan derfor have sproglige fejl eller mangler. Denne skabelon kan fjernes efter kontrol af indholdet. |

Step On It er en dansk eksperimentalfilm fra 1999 instrueret af Tina Lybæk.

## Handling
Dokumentation af en guitarperformance.........hvor deltagerne fik muligheden for at lære at 'træde støj på'.